# Togoshi (metropolitana di Tokyo)
Togoshi (戸越駅?, Togoshi-eki) è una stazione della metropolitana di Tokyo che si trova a Shinagawa. La stazione è servita sia dalla linea Asakusa della Toei e si trova a poca distanza dalla stazione di Togoshi Ginza della linea Tōkyū Ikegami e dall'Università Hoshi.

## Struttura
La stazione è dotata di una piattaforma a isola con due binari sotterranei.
| 1 | Linea Asakusa | per Nishi-Magome, Aeroporto Haneda e Misakiguchi                      |
| 2 | Linea Asakusa | per Sengakuji Nihombashi, Oshiage, Aeroporto Narita e Imba Nihon-idai |

## Stazioni adiacenti
| «             | Servizio      | »             |
| Linea Asakusa | Linea Asakusa | Linea Asakusa |
| ------------- | ------------- | ------------- |
| Nakanobu      | -             | Gotanda       |